# (4771) Hayashi
(4771) Hayashi ist ein Asteroid des Hauptgürtels, der am 7. September 1989 von den japanischen Astronomen Masayuki Yanai und Kazurō Watanabe an der Sternwarte von Kitami (IAU-Code 400) entdeckt wurde.
Benannt wurde er zu Ehren von Kousuke Hayashi, der 20 Jahre lang Mitarbeiter am Sapporo City Astronomical Observatory in Sapporo war und seit 1990 Vorsitzender der Japan Planetarium Research Association ist. Zu seinen größten Leistungen gehört die Erfindung eines mobilen Observatoriums.